# Paulatem
Paulatem is een dorpje in de Belgische provincie Oost-Vlaanderen en een deelgemeente van Zwalm, het was een zelfstandige gemeente tot aan de gemeentelijke herindeling van 1971.

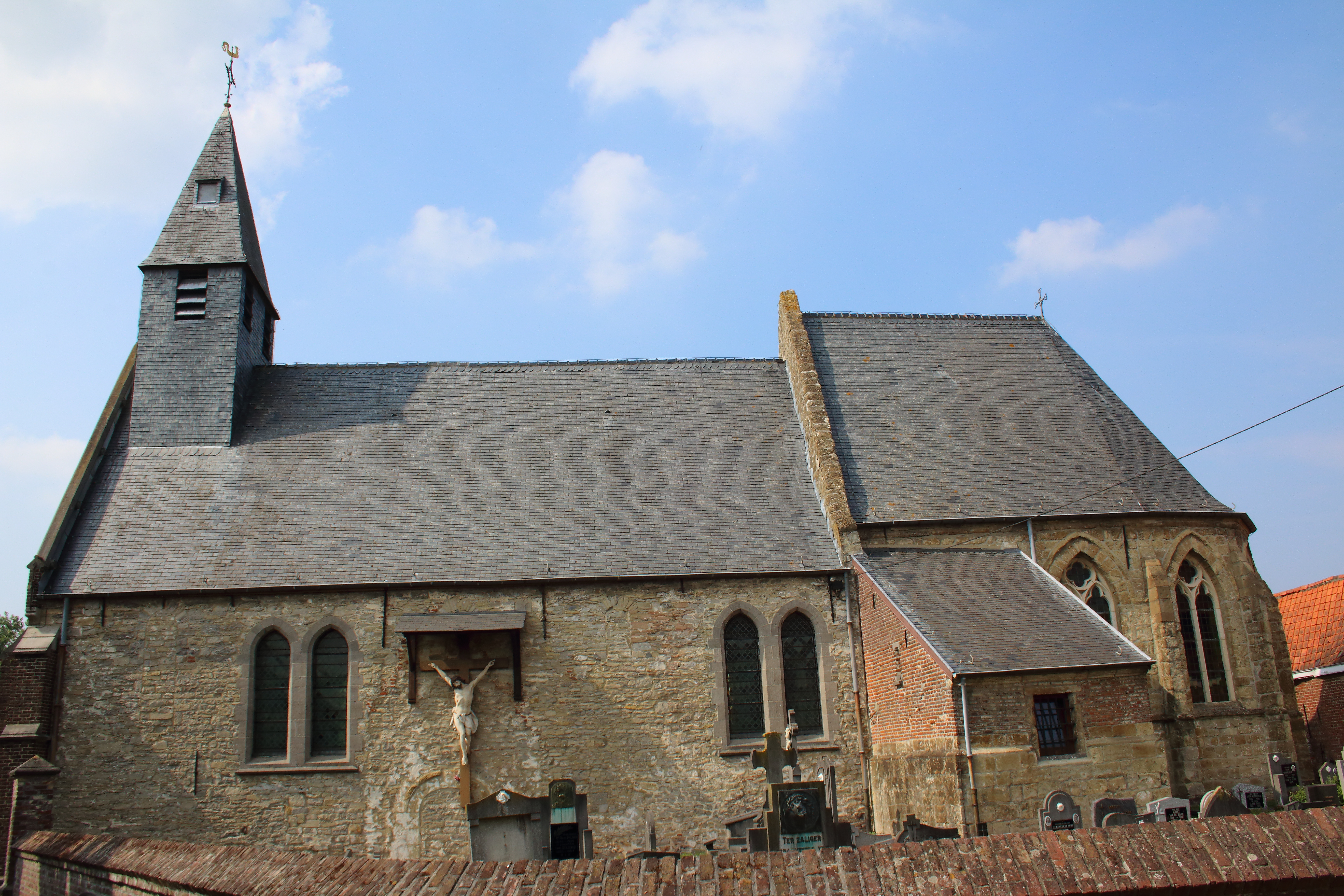
Kerk van Paulatem

## Geschiedenis
Historisch gezien behoorde de parochie tot de baronie van Gavere (in 1519 door keizer Karel V tot prinsdom verheven), in de kasselrij en het land van Aalst.

## Bezienswaardigheden
- De Sint-Gangulfuskerk. Deze dateert vermoedelijk uit de 12e eeuw, maar werd intussen zo vaak verbouwd, dat van haar Laat-Romaanse oorsprong enkel nog de zijmuren van het schip zijn overgebleven. Men verlengde het reeds in de 13e eeuw, en verving in de 14e-15e eeuw het vlakke Romaanse koor door een veelhoekige gotische constructie die hoger is dan het schip. De kerk werd in 1892-1893 gerestaureerd, waarbij de Leuvense architect Joseph François Piscador een nieuwe westgevel toevoegde. In 1936 volgde de bescherming. In 2018 werd deze kerk te koop gesteld.[1]
- De grenspaal uit 1778 gaf de grens aan tussen het land van Aalst en het land van Oudenaarde. Vandaag de dag bevindt zich op deze plaats een replica; de originele paal staat op de parkeerplaats van het gemeentehuis te Munkzwalm.

## Natuur en landschap
Paulatem ligt in Zandlemig Vlaanderen en de hoogte bedraagt 17-50 meter. In het noorden stroomt de Munkbosbeek met natuurgebied Munkbosbeekvallei. In het zuiden stroomt de Zwalm met natuurgebied Zwalmvallei.

## Demografische ontwikkeling
- Bronnen:NIS, Opm:1831 tot en met 1970=volkstellingen

## Lijst van burgemeesters
Lijst van burgemeesters van Paulatem tot aan de fusie van 1971 met Munkzwalm (later Zwalm):
| Periode   | Naam                            |
| --------- | ------------------------------- |
| 1813      | Joannes Franciscus Van Caneghem |
| -1890     | Octaaf-Alfons Van de Velde      |
| 1891-1939 | Polydoor Van de Velde           |
| 1940-1958 | Marie Antoinette Van de Velde   |
| -1971     | Van de Putte                    |

## Trivia
- De bijnaam van de inwoners is puitenrijders (kikvorsrijders).[2]

## Nabijgelegen kernen
Beerlegem, Dikkele, Hundelgem, Sint-Maria-Latem
Deelgemeenten: Beerlegem · Dikkele · Hundelgem · Meilegem · Munkzwalm · Nederzwalm-Hermelgem · Paulatem · Roborst · Rozebeke · Sint-Blasius-Boekel · Sint-Denijs-Boekel · Sint-Maria-Latem

Overige dorpen en gehuchten: Hermelgem · Nederzwalm · Wijlegem

Belgische gemeenten · Arrondissement Oudenaarde · Oost-Vlaanderen · Vlaanderen